# جيريمي فيلنوف
جيريمي فيلنوف (بالفرنسية: Jérémy Villeneuve)‏ هو لاعب كرة قدم فرنسي، ولد في 25 أبريل 1994 في باريس في فرنسا. لعب مع نادي غانغون.

## وصلات خارجية
- جيريمي فيلنوف على موقع قاعدة بيانات كرة القدم.إي يو (الإنجليزية)
- جيريمي فيلنوف على موقع ناشيونال فوتبول تيمز (الإنجليزية)
- جيريمي فيلنوف على موقع Soccerway.com (الإنجليزية)